# Mela (fiume)
Il Mela, chiamato anche Nucito, è un fiume della Sicilia; attraversa Milazzo, Barcellona Pozzo di Gotto, Merì, Santa Lucia del Mela, San Filippo del Mela, Pace del Mela, Gualtieri Sicaminò, Condrò, San Pier Niceto, Monforte San Giorgio.